# Cyrtarachnini
Cyrtarachnini è una tribù appartenente alla famiglia Araneidae dell'ordine Araneae della classe Arachnida.
Il nome deriva dal greco κὺρτος, kyrtos, cioè arcuato, piegato, rigonfio, curvo, e dal greco ἁρὰχνη, aràchne, cioè ragno, per la forma variamente gibbosa e arcuata dell'opistosoma; in aggiunta il suffisso -ini che designa l'appartenenza ad una tribù.

## Tassonomia
Al 2007, la tribù si compone di 8 generi:
- Aethriscus POCOCK, 1902
- Aethrodiscus STRAND, 1913
- Aranoethra BUTLER, 1873
- Cyrtarachne THORELL, 1868
- Friula O.P.-CAMBRIDGE 1896
- Paraplectana BRITO CAPELLO, 1867
- Pasilobus SIMON, 1895
- Poecilopachys SIMON, 1895